# Trường Đại học Công nghệ Thông tin và Truyền thông Việt – Hàn, Đại học Đà Nẵng
Trường Đại học Công nghệ Thông tin và Truyền thông Việt - Hàn (tiếng Anh: Vietnam–Korea University of Information and Communication Technology – VKU) là trường công lập trực thuộc Đại học Đà Nẵng, đào tạo chuyên ngành về công nghệ thông tin, truyền thông và kinh tế số.

## Lịch sử

### Lịch sử các đơn vị cấu thành

#### Khoa Công nghệ thông tin và Truyền thông thuộcĐại học Đà Nẵng
Khoa Công nghệ thông tin và Truyền thông, Đại học Đà Nẵng (tên tiếng Anh: School of Information and Communication Technology - The University of Danang) là một Khoa thành viên của Đại học Đà Nẵng. Khoa được thành lập theo Quyết định số 254/QĐ-ĐHĐN ngày 23 tháng 01 năm 2017 của Giám đốc Đại học Đà Nẵng.

#### Một số đơn vị khác
- Trường Cao đẳng Công nghệ thông tin Hữu nghị Việt - Hàn (VietHanIT) thuộc Bộ Thông tin và Truyền thông: Trường được thành lập vào năm 2007 từ nguồn tài trợ từ Chính phủ Hàn Quốc.
- Trường Cao đẳng Công nghệ thông tin thuộc Đại học Đà Nẵng: Trường được thành lập theo quyết định số 5553/QĐ-BGD&ĐT-TCCB của Bộ Giáo dục và Đào tạo, ngày 14 tháng 10 năm 2003 có chức năng đào tạo nguồn nhân lực công nghệ thông tin trình độ cao đẳng, góp phần tích cực vào sự phát triển của nền công nghiệp Công nghệ Thông tin Việt Nam.
- Thuyên chuyển một số cán bộ từ Trường Đại học Bách khoa Đà Nẵng, Trường Đại học Sư phạm Đà Nẵng, Trường Đại học Sư phạm Kỹ thuật Đà Nẵng,Trường Đại học Kinh tế Đà Nẵng.

### Trường Đại học Công nghệ Thông tin và Truyền thông Việt - Hàn
Thực hiện Kết luận số 542/TB-VPCP ngày 22/11/2017 của Thủ tướng Chính phủ Nguyễn Xuân Phúc tại cuộc họp Thường trực Chính phủ về cơ chế, chính sách đặc thù để phát triển Đại học Quốc gia Hà Nội, Đại học Quốc gia Thành phố Hồ Chí Minh, Đại học Đà Nẵng thành các trung tâm đào tạo, nghiên cứu uy tín trong nước và khu vực, trường được thành lập trên một số kiến nghị của Đại học Đà Nẵng.
Ngày 3 tháng 8 năm 2019, Đoàn công tác liên Bộ thẩm định thực tế Đề án thành lập Trường Đại học Công nghệ Thông tin và Truyền thông Việt - Hàn trực thuộc Đại học Đà Nẵng đến làm việc và kiểm tra tình hình thực tế về cơ sở vật chất, đội ngũ và các điều kiện thành lập trường đại học tại Khoa Công nghệ Thông tin và Truyền thông thuộc Đại học Đà Nẵng và một số đơn vị khác.
Ngày 3 tháng 1 năm 2020, Phó Thủ tướng Vũ Đức Đam ký ban hành Quyết định 15/QĐ-TTg về việc thành lập Trường Đại học Công nghệ Thông tin và Truyền thông Việt - Hàn thuộc Đại học Đà Nẵng, trở thành trường đại học đầu tiên nằm trong Khu đô thị Đại học Đà Nẵng.

## Tổ chức
- Chủ tịch Hội đồng: PGS.TS Nguyễn Thanh Bình - nguyên Trưởng khoa Công nghệ thông tin, Trường Đại học Bách khoa, Đại học Đà Nẵng.
- Ban Giám hiệu: 
  - Hiệu trưởng: PGS.TS Huỳnh Công Pháp - nguyên Hiệu trưởng Trường Cao đẳng Công nghệ thông tin, Đại học Đà Nẵng; nguyên Trưởng khoa Công nghệ thông tin, Đại học Đà Nẵng.
  - Phó Hiệu trưởng: TS Trần Thế Sơn - nguyên Phó Hiệu trưởng Trường Cao đẳng Công nghệ thông tin Hữu nghị Việt - Hàn (VietHanIT) thuộc Bộ Thông tin và Truyền thông.
  - Phó Hiệu trưởng: TS Huỳnh Ngọc Thọ
- Các khoa đào tạo: 
  - Khoa Khoa học máy tính
  - Khoa Kỹ thuật máy tính và Điện tử
  - Khoa Kinh tế số và Thương mại điện tử

## Chất lượng đào tạo

### Đội ngũ giảng viên
Đội ngũ cán bộ viên chức, giảng viên của trường với số lượng hiện nay là 242 người, trong đó giảng viên là 250 cán bộ (gồm 02 Phó Giáo sư và 42 Tiến sĩ; 100% giảng viên đạt trình độ từ thạc sĩ; 19 nghiên cứu sinh).

### Cơ sở vật chất
Trường Đại học Công nghệ Thông tin và Truyền thông Việt - Hàn tọa lạc trên khu đất rộng 21,5 héc ta trong khuôn viên Đô thị Đại học Đà Nẵng, quận Ngũ Hành Sơn, thành phố Đà Nẵng. Với kiến trúc xây dựng hiện đại và đồng bộ được đầu tư hơn 1.000 tỷ đồng từ Chính phủ Việt Nam và 16,2 triệu USD từ nguồn tài trợ ODA không hoàn lại của Chính phủ Hàn Quốc. Cơ sở vật chất gồm: 106 phòng học lý thuyết; 53 phòng thực hành, thí nghiệm, … 45 phòng làm việc. Hệ thống thư viện với diện tích 2.750 m² có sức chứa hơn 1.500 sinh viên với hơn 55.000 đầu sách; tòa nhà Trung tâm sinh viên có diện tích 19.340 m² hợp với Khu thể thao ngoài trời; Ký túc xá với 6 tòa nhà được thiết kế gồm 547 phòng, diện tích 40.203 m² đáp ứng chổ ở gần 5.000 sinh viên.

## Quy mô và Hệ thống đào tạo

### Quy mô đào tạo
Mô hình tổ chức Trường Đại học Công nghệ Thông tin và Truyền thông Việt - Hàn có 03 Khoa, 08 phòng chức năng, 03 Trung tâm và 02 Tổ trực thuộc với gần 2.000 sinh viên Đại học hiện tại (được chuyển tiếp từ Khoa Công nghệ thông tin và Truyền thông, Đại học Đà Nẵng).

### Hệ thống đào tạo
Đào tạo các ngành sau:
- Công nghệ thông tin
- Công nghệ Kỹ thuật máy tính
- Quản trị kinh doanh